# Kalliosaari (ö i Birkaland, Tammerfors, lat 61,55, long 23,29)
Kalliosaari är en ö i Finland. Den ligger i sjön Mahnalanselkä och i kommunen Tavastkyro i den ekonomiska regionen Tammerfors och landskapet Birkaland, i den sydvästra delen av landet, 180 km nordväst om huvudstaden Helsingfors. Öns area är 0,3 hektar och dess största längd är 80 meter i sydväst-nordöstlig riktning.